# Zorawan
Zorawan – wieś w Armenii, w prowincji Kotajk. W 2011 roku liczyła 1241 mieszkańców.